# GirlsLoveFestival
GirlsLoveFestival（ガールズラブフェスティバル）は、ラブフェス事務局が主催する、百合専門としては最大規模の同人誌即売会。キャッチコピーは、「少女恋愛（百合/ガールズラブ）要素を含む作品／女の子同士カップリング作品限定の同人誌即売会」。2009年より主に関東地方で開催されている。
2020年9月時点で年間2～4回程度のペースで30回（富山県と神奈川県川崎市、福岡県で開催されたSPの7回を含めると合計37回）開催されており、2020年10月に31回目が、2021年2月に32回目が開催される予定。

## プチフェス
5回目以降プチフェスというイベント内イベントを開催している。同じ作品をテーマにしたサークルを集合して配置するもの
ごらくぶ♪（ごらくぶ）
ゆるゆりをはじめ、なもりによる作品が対象となる。
ソウル☆コネクト
魔法少女まどか☆マギカシリーズの作品が対象となる。
インタラクティブガールズ
プリキュアシリーズの作品が対象となる。
パレットタイム（旧桜Times）
桜Trickが対象のプチフェスであったが、学園や4コマ作品を対象としたパレットタイムになった。
世界はなぞなぞに満ちている
悪魔のリドルが対象となる。
艦艇娘百合祭
艦隊これくしょんが対象となる。追加規則として、年齢制限のある実写作品はガイドラインに基づき禁止となっている。
なにが大切か
グランブルーファンタジーが対象となる。
レヴュースタァシアター
少女☆歌劇 レヴュースタァライトが対象となる。

## 過去の開催
第1回
東京都板橋区の板橋区立ハイライフプラザいたばしで開催された。
第2回
東京都大田区の大田区産業プラザPiOで開催された。
- 企業出展：工画堂スタジオ（広告）

第3回
東京都大田区の大田区産業プラザPiOで開催された。
- 企業出展：工画堂スタジオ

第4回
東京都大田区の大田区産業プラザPiOで開催された。
- 企業出展：工画堂スタジオ

第5回
東京都大田区の大田区産業プラザPiOで開催された。
- プチフェス：ソウルコネクト
- 企業出展：工画堂スタジオ

第6回
東京都大田区の大田区産業プラザPiOで開催された。
- プチフェス：魔法少女百合に大切なこと
- 企業出展：工画堂スタジオ

第7回
東京都大田区の大田区産業プラザPiOで2012年4月に開催された。会場にはフラワースタンドが届けられた。
- プチフェス：ごらくぶ、ソウルコネクト
- 企業出展：工画堂スタジオ

第8回
東京都大田区の大田区産業プラザPiOで開催された。
- プチフェス：ごらくぶ、ソウルコネクトインタラクティブガールズ、ユリトピアのために!、錬金術士にお願い♪
- 企業出展：工画堂スタジオ、ゆりんゆりん、Yatagarasu

第9回
東京都大田区の大田区産業プラザPiOで2013年5月に開催された。会場にはフラワースタンドが届けられた。
- プチフェス：ごらくぶ、ソウルコネクト、ユリトピアのために!、インタラクティブガールズ、秘密の裏庭
- 企業出展：工画堂スタジオ、ゆりんゆりん、10mile

第10回
神奈川県横浜市のマリネリアで開催された。
- プチフェス：ごらくぶ、ソウルコネクト、秘密の裏庭、インタラクティブガールズ、あまふぇす
- 企業出展：工画堂スタジオ、ゆりんゆりん

第11回
東京都大田区の大田区産業プラザPiOで開催された。玲緒っぽいらじおの公開録音とミニライブも行われた。
- プチフェス：ごらくぶ、ソウルコネクト、秘密の裏庭、インタラクティブガールズ
- 企業出展：工画堂スタジオ、ゆりんゆりん、10mile

第12回
神奈川県横浜市のマリネリアで開催された。杏花による特別イベントも行われた。
- プチフェス：ごらくぶ、ソウルコネクト、秘密の裏庭、インタラクティブガールズ
- 企業出展：工画堂スタジオ、Carnival、PARTICLE（りりくる）

第13回
東京都大田区の大田区産業プラザPiOで2015年3月1日に開催された。「白衣性愛情依存症」のキャラクターデザインを担当する早瀬あきらのサイン会等も実施された。また、玲緒っぽいらじおの公開録音も行われた。
- プチフェス：ごらくぶ、ソウルコネクト、秘密の裏庭、世界はなぞなぞで満ちている、インタラクティブガールズ
- 企業出展：工画堂スタジオ、聖ミカエル女子学園、PARTICLE

第14回
東京都大田区の大田区産業プラザPiOで2015年6月14日に開催された。
- プチフェス：ごらくぶ、ソウルコネクト、秘密の裏庭、世界はなぞなぞで満ちている、インタラクティブガールズ
- 企業出展：工画堂スタジオ、聖ミカエル女子学園

第15回
東京都大田区の大田区産業プラザPiOで2015年9月13日に開催された。
- プチフェス：ごらくぶ、ソウルコネクト、秘密の裏庭、世界はなぞなぞで満ちている、インタラクティブガールズ
- 企業出展：工画堂スタジオ、聖ミカエル女子学園

第16回
東京都大田区の大田区産業プラザPiOで2016年2月21日に開催された。
- プチフェス：ごらくぶ、ソウルコネクト、秘密の裏庭、世界はなぞなぞで満ちている、インタラクティブガールズ
- 企業出展：株式会社カーニバル、Innocent Grey、工画堂スタジオ、EDGE RECORDS

第17回
東京都大田区の大田区産業プラザPiOで2016年6月5日に開催された。
- プチフェス：ごらくぶ、ソウルコネクト、秘密の裏庭、世界はなぞなぞで満ちている、インタラクティブガールズ
- 企業出展：工画堂スタジオ、カタハネ－An' call Belle－、聖ミカエル女子学園

第18回
東京都大田区の東京流通センターで2016年9月19日に開催された。
第19回
東京都大田区の東京流通センターで2017年1月15日に開催された。
第20回
東京都大田区の大田区産業プラザPiOで2017年6月4日に開催された。
第21回
東京都大田区の大田区産業プラザPiOで2017年10月9日に開催された。
- プチフェス：ごらくぶ、パレットタイム、秘密の裏庭、世界はなぞなぞに満ちている、なにが大切か、艦艇娘百合祭、二人で見た初めての景色、魔法少女本作成計画

第22回
神奈川県横浜市の横浜大さん橋国際客船ターミナルで2018年2月18日に開催された。
- プチフェス：ごらくぶ、パレットタイム、秘密の裏庭、世界はなぞなぞに満ちている、なにが大切か、艦艇娘百合祭、二人で見た初めての景色、魔法少女本作成計画

第23回
東京都大田区の大田区産業プラザPiOで2018年5月19日に開催された。
- プチフェス：ごらくぶ、パレットタイム、秘密の裏庭、世界はなぞなぞに満ちている、なにが大切か、艦艇娘百合祭、二人で見た初めての景色、魔法少女本作成計画

### GirlsLoveFestival-SP
2012年6月と2013年11月には富山県高岡市・富山県高岡文化ホールで「ごらくぶ♪SP」と「GirlsLoveFestival-SP」が開催された。
2018年3月には神奈川県川崎市・川崎市産業振興会館でおねロリONLYとJK百合オンリーのスペシャル回が開催された。

### 読書会開催会場
- 川崎市産業振興会館（川崎市）
- 豊洲文化センター（江東区）
- 大田区産業プラザPiO（通称PiO：東京都・蒲田）